# Адрес-контора
А́дрес-конто́ра, или адресная контора, также контора адресов — в Санкт-Петербурге и Москве, учреждённые согласно Высочайшему указу императора Александра I от 15 октября 1809 года, особые конторы, отделения полиции, которые были обязаны регистрировать людей обоего пола, прибывавших в столицы для работы по найму или по другим условиям. Этим же указом вводились билеты, удостоверяющие право на проживание в обоих столицах.
В Петербурге учреждение официально именовали как «Адресная контора», в Москве — «Контора адресов».
Учреждения состояли под непосредственным ведением военного генерал-губернатора или главнокомандующего. Целью работы был учёт многочисленного класса людей, занимавших разные должности в частных домах обеих столиц, и обеспечение добросовестного исполнения различных домашних званий.

## Функции
Важнейшими функциями адресных контор были финансовая и полицейская. Соискатели работы обязаны были оставить в адресной конторе свой паспорт, получив при уплате особой пошлины билет на право проживания и работы. Другим источником информации были полицейские службы: квартальные надзиратели (позднее — участковые приставы) собирали у хозяев или управляющих домов, а также дворников сведения об адресах всех, кто постоянно или временно живёт на их территории, адресах и владельцах недвижимости всех видов собственности (казённой, придворной, городской, церковной и частной). Существовало правило обязательной прописки в полицейских участках паспортов лиц, прибывающих в Москву и Санкт-Петербург.
Значительный приток в столицы мигрантов, прибывших на длительное время, обеспечивали иностранцы, нанимавшиеся в дворянские семьи воспитателями, гувернёрами, учителями. Поэтому в каждой из адресных контор было два руководителя: один обеспечивал отчётность и коммуникацию на русском языке, второй — как минимум, на четырёх иностранных (итальянский, французский, немецкий и английский). Также в штате имелось по два секретаря, два переводчика, четыре писаря и один казначей.

### Пошлины
Лица, обязанные получать в столицах в адрес-конторах билеты, делились на два отделения:
- «первое отделение»: учителя детей, гувернёры, гувернантки, дядьки[5], няньки, кормилицы и проч.;
- «второе отделение»: лакеи, кучера, форейторы, дворники, повара, кухарки, прачки, работники и работницы в домах и проч.[4]

Каждое из этих лиц вносило в казначейство конторы положенную пошлину:
- в первом отделении: мужское лицо — 10 рублей, женское — 5 рублей;
- во втором отделении: 3 рубля и 1 рубль[4].

### Сроки действия
Билеты, или свидетельства, из адрес-конторы выдавались только на один год. Билеты крепостным или жившим по плакатным (обычным) паспортам выдавались только на срок их паспортов.

### Условия
Принимавшие в свой дом людей без билета конторы адресов подвергались штрафу: в Санкт-Петербурге — 5 рублей за сутки, в Москве — 2 рубля в сутки.
При утере билета полагалось уведомить о том Контору, дать объявление в газетах о потере, печатавшееся за счёт потерявшего билет и получить новый.
В момент выезда из столиц полагалось возвратить билет в Контору и забрать паспорт или вид на жительство, оставленный при получении билета (Свод законов Российской империи, т. XIV, Устав о паспорт. и бегл. 227—244).

## Значение
Появление учёта новых горожан было обусловлено желанием контролировать миграцию: зачастую новые жители «привозили» с собой разные болезни, их появление увеличивало дефицит жилья и взвинчивало цены на него. Нередко эти люди пополняли ряды преступников и проституток.
«Билетная система» позволяла регулировать миграцию, не слишком ограничивая её: в Петербурге в 1830-е годы ежегодно выдавалось до 150 тысяч билетов, примерно столько же и в Москве, что обеспечивало городам солидные доходы. «Безбилетников» ловила и выдворяла полиция.

## Развитие адресной службы
В 1839 году адресные конторы переименовали в «Адресную экспедицию», при которой в Санкт-Петербурге открыли адресный стол, предоставлявший «всем и каждому из желающих нужные сведения о месте жительства пребывающего в столице». В Москве аналогичное учреждение было основано много позже: 22 мая 1861 года. Это было связано с отменой крепостного права, резко повысившей мобильность населения.
Адресные конторы в Петербурге и Москве были упразднены в 1888 году.
4 мая 1923 года НКВД РСФСР утвердил положение «Об адресных бюро и адресных столах в РСФСР», которые были организованы при городских управлениях милиции. Они вели регистрацию и учёт населения в городах и выдавали адресные справки учреждениям и гражданам.

## Адресные книги
Первая «Книга адресовъ жителей Москвы, по офицiальнымъ сведѣнiямъ и документамъ» была выпущена в 1861 году типографией Бахметева. В ней в алфавитном порядке перечислены сначала адреса учреждений, затем — имена и адреса чиновников, которых возглавлял военный генерал-губернатор Москвы, генерал-адъютант, генерала от инфантерии Павел Алексеевич Тучков. В первой части издания были приведены сведения о служащих, в последующих — об остальных жителях города.

## Интересные факты
Появление адресных столов помогло сыщику Карпу Леонтьевичу Шерстобитову раскрыть дерзкое нападение на питерского банкира Александра Людвиговича Штиглица, происшедшее летом 1847 года в одном из номеров гостиницы «Буржуа» на Малой Морской улице, 21. Троих, как указывалось в полицейских отчетах, «чухонцев» спугнула гостиничная прислуга, однако нападавшие смогли бежать, забыв, однако, в номере той же гостиницы старый чемодан с кирпичами внутри и стоптанные сапоги. Когда Шерстобитов разрезал оба сапога от голенища до подошвы, то обнаружил внутри полустёртое клеймо сапожника. В мастерской нашлась и фамилия заказчика, по которой в адресном столе был установлен новый адрес злоумышленника. После этого грабители были пойманы.